# Stilbopteryx costalis
Stilbopteryx costalis är en insektsart som beskrevs av Newman 1838. Stilbopteryx costalis ingår i släktet Stilbopteryx och familjen myrlejonsländor. Inga underarter finns listade i Catalogue of Life.